# TV4-nyheterna Helsingborg
TV4-nyheterna Helsingborg är TV4-gruppens lokal-TV-station för Helsingborgsområdet och sänder via Helsingborgssändaren och Hörbysändaren. Sändningen sker dock från Malmö.
Stationen började sända den 9 mars 2009 och ersatte TV4-nyheterna Malmö för tittarna i området. Sändningen sker vardagar klockan 06.33, 07.33, 08.33, 09.33 samt i 19.00-sändningen och 22.30 på måndag-torsdagar.